# Mortal Kombat 1
Mortal Kombat 1, stilizzato anche Mortal1Kombat è un videogioco picchiaduro a incontri 2.5D sviluppato da NetherRealm Studios e pubblicato da Warner Bros. Games il 19 settembre 2023, per i dispositivi Windows, PlayStation 5, Xbox Series X/S, è stato sviluppato anche un porting da Shiver Entertainment e Saber Interactive per la console Nintendo Switch. Fa parte della serie Mortal Kombat.
Nonostante il titolo suggerisce il capitolo 1, in realtà è un sequel di Mortal Kombat 11.
Introduce i lottatori Kameo, ovvero storici personaggi della serie che intervengono in gioco e sostituisce la Kripta con la nuova modalità Invasione.

## Trama
(Liu Kang)
Lord Liu Kang, Dio del Fuoco, dopo aver sconfitto Kronika e Shang Tsung ed essere entrato in possesso della Klessidra, riavvia il corso della storia, plasmando nuovi destini a tutti gli esseri viventi. Per evitare di intaccare la pace, toglie qualsiasi tipo di potere a Shang Tsung, Quan Chi e Shinnok e rende Sindel la saggia e mite imperatrice del Regno Esterno con Shao Kahn declassato a generale e seguace dell'imperatrice. Per evitare che la follia prenda il possesso di lui come con Kronika, rinuncia ai suoi poteri divenendo il Protettore del Regno della Terra e indicherà Geras, ex servo di Kronika, come guardiano della Klessidra.
Eoni dopo, due giovani shaolin di nome Raiden e Kung Lao si sfidano in un locale dopo una scommessa che non sembrava soddisfare entrambi, ma nel frattempo sopraggiungono Sub-Zero, Scorpion e Smoke, membri del Lin Kuei, che iniziano a mettere a soqquadro il locale. Lao e Raiden li sfidano e vincono i duelli, scoprendo poi che era una prova ordita da Lord Liu Kang, che li recluta per diventare i nuovi campioni per un torneo centenario nel Regno Esterno. Insieme a Raiden e Kung Lao, vengono scelti anche la star cinematografica Johnny Cage e lo spadaccino Kenshi, che aveva invaso la villa di Cage per rubargli Sento, spada leggendaria appartenuta ai suoi avi che l'arrogante star aveva acquistato per tre milioni di dollari. Qualche mese dopo, Liu Kang ritiene i quattro pronti al duello che avrebbe deciso chi sarebbe stato il campione a rappresentare la Terra. Raiden vince tutti e tre gli scontri e viene eletto tale. Entrati tramite un portale nel Regno Esterno, vengono accolti dalle due principesse Mileena, erede al trono, e Kitana. I primi due scontri avvengono nel palazzo di Sindel contro Li Mei e Reiko, vinti entrambi da Raiden. Durante il banchetto serale, il generale Shao insulta i terrestri subendo immediatamente l'ira di Sindel, intimandogli di non riprovarci mai più. 
Il giorno dopo, Raiden vince tutti i duelli contro Kotal, Motaro, Sheeva, Kitana e Shao, facendo trionfare il Regno della Terra. Il generale Shao, confermando le sue ostilità sui terrestri, si rifiuta di stringere la mano a Raiden. Dopo essere tornati sulla Terra, Liu Kang viene informato da Geras della presa di potere, a sorpresa, di Shang Tsung, fatto che non doveva accadere. Così, Liu Kang spedisce Kenshi, Cage e Kung Lao nel Regno Esterno per catturare Shang Tsung, che nel frattempo stava estraendo del midollo dai Tarkatan per motivi sconosciuti. Il trio incontra Baraka, il quale un tempo era un ricco mercante ma una malattia chiamata Tarkat l'aveva mutato in un mostro cannibale. Deciso ad aiutare i tre, Baraka li conduce nel laboratorio di Shang Tsung, dove lo stregone sta utilizzando il midollo di Baraka parrebbe per arrecare danno alla principessa Mileena. Cage, Lao e Kenshi intervengono e sconfiggono il mago dell'acqua Rain e l'Umgadi Tanya per poi arrivare a Shang Tsung, ma incredibilmente la bocca di Mileena inizia a mutare, divenendo simile a quella di Baraka, svelando che anche lei è affetta dal morbo di Tarkat. Mileena pugnala Kenshi agli occhi accecandolo, ma Shang Tsung le inietta il midollo, guarendo temporaneamente gli effetti. Il generale Shao e Kitana accorrono e Shang Tsung comunica loro che i tre avevano cercato di impedire la guarigione di Mileena, venendo così arrestati e portati insieme a Baraka nel vero laboratorio di Shang Tsung, dove lo stregone pratica esperimenti su ogni tipo di essere vivente. I quattro riescono a liberarsi e portano dalla loro parte anche Reptile, uno zaterrano con il potere di mutare la sua vera forma da lucertola gigante a essere umano. Mentre fuggono, si imbattono nella demone Ashrah, che decide di aiutarli a sconfiggere gli stregoni. Dopo aver sconfitto l'ex padrone di Ashrah, lo stregone Quan Chi (che riuscirà a scappare) e la sua creazione, Ermac, si rifugiano nel Regno della Terra, con Liu Kang che accoglie con benevolenza Reptile e Ashrah ma è sconvolto dalla rivelazione: anche Quan Chi è riuscito a prendersi i suoi vecchi poteri e si è alleato con Shang Tsung. 
Lord Liu Kang manda immediatamente Sub-Zero, Scorpion e Smoke nella fortezza di Shang Tsung per distruggere i ruba anime che darebbero a lui e a Quan Chi enormi poteri. Tuttavia Sub-Zero, che già provava sentimenti di ribellione verso la Terra, tradisce il Lin Kuei passando dalla parte di Shang Tsung. Scorpion riesce a sfuggire mettendo anche al tappeto il fratello, non prima che esso sia riuscito a infliggergli una cicatrice sull'occhio sinistro. Nel mentre, Liu Kang torna nel Regno Esterno, volenteroso di informare l'imperatrice e le principesse della verità. Viene condotto non senza difficoltà nel palazzo da Li Mei, ex amica di Sindel la quale le aveva dato la colpa della morte del suo amato marito Jerrod. Liu Kang mostra a Sindel e alle principesse il laboratorio e rivela loro la verità, ovvero di essere il loro creatore e di aver cambiato i loro destini. Sindel, furiosa per il tradimento, sconfigge il generale Shao, che voleva rubarle il trono, e viene condotta da Liu Kang in compagnia di tutti alla fortezza di Shang Tsung. Mileena sconfigge Ermac, che in precedenza aveva rotto le costole di Tanya, rompendo il legame che aveva con una delle anime che lo componeva, ovvero quella di suo padre Jerrod, che si unisce alla battaglia dopo aver abbracciato moglie e figlie. Il gruppo arriva a sfidare Shang Tsung e Quan Chi, i quali spiegano che il loro potere è stato conferito da un'entità di nome Damashi. Ma tutto ciò è un inganno, perché improvvisamente compare lo Shang Tsung che Liu Kang affrontò per la Klessidra, che rivela che le linee temporali si sono divise creando più universi, tra cui quello in cui Shang Tsung sconfiggeva Liu Kang divenendo l'imperatore di tutti i regni e rendendo tutti suoi schiavi. La Sindel oscura, nel trambusto, uccide la Sindel buona, rendendo Mileena imperatrice del Regno Esterno. Shang Tsung e Quan Chi, capendo di essere stati ingannati, si schierano dalla parte di Liu Kang. Grazie a loro, riescono a rompere tutti i ruba anime, collegati all'anima di Shao Kahn oscuro, che viene rubata da Shang Tsung. Liu Kang viene a sapere da Geras che i suoi poteri da titano sono stati custoditi da Geras stesso per emergenze future. La saggezza di Geras dunque aveva di fatto salvato Liu Kang dalla sconfitta. Per competere con Shang Tsung titano, poi, Liu Kang raduna dalle varie linee temporali Kitana, Raiden e Kung Lao con i poteri da titani, i quali riescono a impedire a Shang Tsung di rompere la Klessidra. Il titano stregone fugge e Liu Kang capisce che di lì a poco ci sarà lo scontro finale. 
Liu Kang e Shang Tsung radunano migliaia di guerrieri da tutte le dimensioni che si danno battaglia in un enorme tempio. Liu Kang arriva in cima insieme a un altro suo guerriero e sfida Shang Tsung e Quan Chi, anch'esso titano, che nel frattempo avevano ucciso lo Shang Tsung e il Quan Chi della linea temporale di Liu Kang. Grazie all'aiuto del suo guerriero, Liu Kang riesce a sconfiggere e a dissolvere i due nemici, pregando di non vederli mai più. La scena si sposta nel locale dell'inizio, dove Liu Kang cena insieme a Raiden, Kung Lao, Cage e Kenshi, che grazie ai suoi antenati ha riacquistato la vista. Liu Kang dà a Cage il compito di informare la gente del Regno Esterno tramite i suoi film e informa che Scorpion ha creato un nuovo clan, lo Shirai Ryu, in contrapposizione al Lin Kuei che ha tradito la Terra, per poi uscire dal locale. 
Nella scena post credit viene inquadrato il tempio coperto di cadaveri. Un agonizzante Jax Briggs, al quale sono state strappate le braccia, viene ucciso da Havik titano, che promette una battaglia sanguinosa ai giocatori.

### DLC:Kaos Sovrano(Khaos Reigns)
Qualche tempo dopo la sconfitta di Shang Tsung, Scorpion (Kuai Liang) sta per celebrare il suo matrimonio con Harumi, ma la festa viene interrotta da Sub-Zero (Bi-Han) in compagnia di Cyrax e Sektor (in questo universo di sesso femminile e non più dei robot ma delle donne con un’armatura tecnologica), che attaccano i presenti insieme ai ninja del Lin Kuei. Il combattimento volge a favore di Sub-Zero, ma Scorpion rivela a Cyrax che il suo Gran Maestro le ha mentito, facendole capire che è in realtà Sub-Zero il traditore e non Kuai Liang. Furibonda, Cyrax sconfigge Sub-Zero e Sektor, che condivide i sentimenti del suo superiore. Scorpion, accecato dalla vendetta, intende giustiziare Cyrax ma la moglie lo calma facendolo ragionare. Sub-Zero e Sektor vengono arrestati e portati al cospetto della regina Mileena, che intende giustiziarli, ma nella sua sala del trono improvvisamente compare un portale da dove si palesa il titano Havik in compagnia dei suoi sgherri. Havik intende corrompere tutte le linee temporali e portarle nel caos tramite delle gemme presenti nel corpo di Geras, che lui rapisce. Liberatosi, Sub-Zero attacca gli assalitori ma finisce nella dimensione di Havik, dove viene catturato e usato per degli esperimenti. Liu Kang manda in tale dimensione Scorpion, Cyrax e Sektor per cercare Geras e si imbattono in un paesaggio privo di ogni logica. Durante il tragitto, si imbattono nel Johnny Cage della dimensione di Havik, lì divenuto un soldato americano impegnato nella Seconda Guerra Mondiale e un fermo oppositore del caos, e in Rain, in quell’universo ex imperatore del Regno Esterno prima che Havik glielo rubasse. I cinque si recano in un’arena dove dei combattenti si uccidono per il piacere di Havik e pensano di attaccare, ma vengono scoperti e costretti a combattere insieme a Tanya, moglie di Rain in quell’universo. Dopo aver sconfitto alcuni duellanti, il gruppo fugge in un labirinto pieno di trappole nel quale Rain viene ucciso, schiacciato da due pareti in avvicinamento tra loro. Tanya, sconvolta, si ritrova davanti insieme a Sektor un enorme drago, che prima le attacca, ma successivamente si calma quando Tanya gli parla nella lingua antica dei draghi, ottenendo come ricompensa un passaggio verso la base di Havik insieme agli altri compagni. Tuttavia vengono attaccati da Bi-Han, che Havik, con i suoi esperimenti ha trasformato in una sua forma ben più potente: Noob Saibot, con la quale ha il controllo sulle ombre. Tanya e Scorpion lo mettono al tappeto e poi liberano Geras, per la furia di Havik che decide di invadere la dimensione di Liu Kang. Il dio del fuoco porta dalla sua parte Noob Saibot, che riesce a sconfiggere tutti gli sgherri di Havik e persino Havik stesso, strappandogli ogni pezzo del corpo. Liu Kang, tuttavia, stanco dell’arroganza di Bi-Han e temendo la sua malvagità, gli intima di fermarsi e Noob lo attacca, venendo bloccato da Geras. Pochi giorni dopo, con la minaccia di Havik sventata, Liu Kang rinchiude nel suo tempio Noob Saibot con la speranza, in futuro, di guarirlo, mentre Scorpion alla fine perdona Cyrax e la nomina Gran Maestra del clan Shiray Ryu.

## Modalità di gioco
Il gioco contiene la modalità storia cinematografica, la nuova modalità Invasione, più simile a un gioco da tavolo per gli spostamenti e con statistiche e oggetti per il personaggio, questa sostituisce la Kripta e la sua funzione di sbloccare i contenuti. Non manca il multiplayer online con netcode rollback e il gameplay arcade offline. 
Mortal Kombat 1 introduce una nuova funzione chiamata Kameo Fighters (in origine era un modificatore del gioco Injustice 2, poi ampliato nel DLC Leonardo delle TMNT), questo fornisce assistenza al giocatore durante i combattimenti premendo il relativo tasto o articolando determinate combo, richiedono anche un tempo di ricarica. Questi personaggi sono separati dal roster principale e scelti prima di ogni combattimento, ognuno di questi dispone di tre attacchi, una presa, una Brutality e una Fatality.
Ritornano le Fatal Blows (una cruenta super–mossa teatrale) si può attivare quando la propria bara salute scende al 30%, già presenti in MK11, ma qui con la partecipazione del lottatore kameo.
In contemporanea con la pubblicazione del DLC Kaos Sovrano sono state reintrodotte le animality per tutti i lottatori, in forma gratuita per tutti gli utenti.
Le Floyd challenges consentono di affrontare l'omonimo personaggio ninja segreto e di sbloccare il nuovo stage the Field.

## Personaggi
|                                     | Gioco base | DLC | DLC |
| Mortal Kombat 1: Definitive Edition | | | |
| Giocabili                           | - Ashrah - Baraka - Generale Shao - Geras - Havik - Johnny Cage - Kenshi Takahashi - Kitana - Kung Lao - Li Mei - Lord Liu Kang - Mileena - Nitara - Raiden - Rain - Reiko - Reptile (Syzoth) - Scorpion (Kuai Liang) - Sindel - Smoke - Sub-Zero (Bi-Han) - Tanya | Preordine: - Shang Tsung Kombat Pack 1 Classici: - Ermac - Quan Chi - Takeda Takahashi Crossover: - Omni-Man - Patriota - Peacemaker | Storia: Kaos Sovrano Kombat Pack 2 Classici: - Cyrax (donna) - Noob Saibot - Sektor (donna) Crossover: - Conan il barbaro - Ghostface - T-1000 |
| Kameo                               | - Cyrax - Darrius - Frost - Goro - Jax Briggs - Kano - Kurtis Stryker - Motaro - Sareena - Sektor - Shujinko - Sonya Blade | - Ferra - Janet Cage - Khameleon - Mavado - Tremor                                                                                   | - Madame Bo - Floyd (segreto) |

Alcuni personaggi giocabili sono disponibili (o sbloccabili) anche come Kameo, come Scorpion (inferno) e Sub-Zero. Havik si sblocca attraverso la modalità storia; Nitara ha voce e fattezze del volto di Megan Fox. Una versione giovane di Jean-Claude Van Damme è un costume di Johnny Cage incluso nel Kombat Pack, e Janet Cage rappresenta una variante donna di Johnny Cage nel multiverso.
Il crossover Age of Conan si estende anche nei costumi premium di Ashrah, Baraka, e Geras.

## Colonna sonora
La colonna sonora del gioco è stata pubblicata il 20 ottobre 2023.
1. A New Era (Mortal Kombat 1 Main Theme) - Wilbert Roget
2. The Beginning - Wilbert Roget
3. Huckster Sorcerer - Wilbert Roget
4. Fengjian - Wilbert Roget
5. Cage Mansion - Stage - Casey Edwards
6. 'Katara Vala', In Theaters Now - Wilbert Roget
7. Wu Shi Academy - Stage - Nathan Grigg
8. Liu Kang's Champions - Wilbert Roget
9. Outworld Parade - Wilbert Roget
10. Feast of Jerrod (feat. Andrijana Janevska) - Wilbert Roget
11. The Great Hall - Stage - Joel Corelitz
12. Defender of the Tarkatans - Wilbert Roget
13. The Flesh Pits - Stage - Nathan Grigg
14. Through the Living Forest - Wilbert Roget
15. The Living Forest - Dan Negovan
16. Soul-Stealer - Wilbert Roget
17. Reptile's Run - Wilbert Roget
18. Sun Do - Stage - Dean Grinsfelder
19. The Story of Sento - Wilbert Roget
20. The Lin Kuei - Wilbert Roget
21. Treasure Chamber - Stage - Dan Forden
22. Sentinel of the Hourglass - Wilbert Roget
23. Dark Doubles - Wilbert Roget
24. The Fire Temple - Stage (feat. Ari Mason) - Stephanie Economou
25. Reunion - Wilbert Roget
26. Summon the Titans - Wilbert Roget
27. The Pyramid - Stage - Wilbert Roget
28. Timeline Faceoff - Wilbert Roget
29. The Pyramid Summit - Stage - Wilbert Roget
30. The Realms in Balance - Wilbert Roget
31. Second Chance (feat. Mega Ran, A_rival & Zaid Tabani) - Super Square, Wilbert Roget

Tra gli autori spicca Dan Forden, autore del 21ª brano e storico sound programmer e compositore di musiche della serie classica di Mortal Kombat: egli compariva su schermo in gioco dopo un uppercut, pronunciando ironiche esclamazioni, per es. Toasty.

## Sviluppo
Dopo aver cessato lo sviluppo di Mortal Kombat 11, NetherRealm Studios ha rivelato che stava lavorando a un nuovo progetto nel luglio 2021. Il doppiatore di Johnny Cage, Andrew Bowen, ha indicato che il dodicesimo gioco era in fase di sviluppo in un tweet frettolosamente cancellato.
Il 18 maggio 2023 Warner Bros. ha pubblicato un trailer con data del gioco fissata per il 19 settembre 2023; sempre a tale giorno Amazon Italia pubblica per errore il contenuto del Kombat Pack 1 generando un leak che in poche ore ha fatto il giro del web.
Lo stress test dei server per il gioco online, ovvero una beta giocabile ma a numero chiuso, si è svolto dal 23 al 26 giugno 2023.
Una beta del gioco, stata pianificata dal 18 al 21 agosto 2023, è riservata a tutti coloro che hanno già preordinato, ed è limitata alle console Xbox Series e PS5.
Il 3 dicembre 2023 Ed Boon, produttore esecutivo del gioco, ha dichiarato che MK1 verrà supportato più a lungo rispetto all'undicesimo capitolo (presumibilmente in più anni), e che verrà pubblicata una seconda parte della storia come DLC e altre sorprese.
Il 14 maggio 2025, tuttavia, viene rilasciata la Definitive Edition del videogioco, che arriva così al termine contravvenendo a quanto detto un anno e mezzo prima.  
Aggiornamenti e patch rilevanti:
il 14 settembre, è stata aggiunta la Kombo Challenge, e per le console casalinghe viene abilitata la risoluzione 4k anche nei filmati video.
Il 23 ottobre gli sviluppatori pubblicano una patch dove oltre a diminuire vari bug, e fix per migliorare il videogioco, aggiungono anche:
- la modalità online Forever King alla Re della Kollina;
- variante serale dello stage Accademia Wu Shi e variante gratuita a tema Halloween dello stage Cage Mansion (la residenza di Johnny Cage);
- la funzione di fissare su schermo in gioco le mosse del personaggio in uso;
- la classifica online delle Torri Klassiche e varie opzioni per la chat vocale;
- Fatality a tema Halloween, da acquistare nel negozio premium.[16]

Il pacchetto del 14 dicembre 2023 aggiunge, oltre che a fix per migliorare il videogioco, i seguenti contenuti:
- la mossa finale Slay Bells, disponibile nel pacchetto Fatality stagionale;
- la variante Winter Wonderland a The Gateway Arena, disponibile gratuitamente per tutti i giocatori;
- le skin natalizie per Kitana, Generale Shao e Reptile;
- l'opzione personaggio Shang Tsung per iniziare in giovane o vecchio nelle Impostazioni pratiche;
- Darrius, nuovo attacco di imboscata Heelturn.

L'aggiornamento di febbraio 2024:
- Aumenta i requisiti di capacità del hard disk da 100 a 140 GB;
- Aggiunge il supporto Krossplay (versioni PC, Xbox Series X/S e PlayStation 5);

- Aggiunge skin UMK3 per Scorpion, Reptile e Smoke e la skin MK3 di Sub-Zero.

In contemporanea con l'ultima patch del 14 maggio 2025 che interviene su alcuni lottatore sia principali che Kameo, viene annunciata anche la Mortal Kombat 1: Definitive Edition questa suggerisce la completezza del suo contenuto e il fine percorso di futuri aggiornamenti.

## Promozione
Oltre i video ringraziamento per i 30 anni, i vari trailer di gameplay; i Kombat Kast, il team al marketing di NetherRealm ha ingaggiato Dave Bautista per il remake di un trailer degli anni '90.
Dal 20 al 25 settembre 2023 alla MGS Sphere di Las Vegas (arena/teatro multimediale alta 112 m. ricoperta di LED sia interno che esterno) viene trasmesso in media ogni mezz'ora un trailer edito appositamente per questa struttura sferica.

## Accoglienza
| Testata                       | Versione      | Giudizio |
| ----------------------------- | ------------- | -------- |
| Metacritic (media al 28·3·24) | Xbox Series   | 84/100   |
| Metacritic (media al 28·3·24) | PlayStation 5 | 83/100   |
| Metacritic (media al 28·3·24) | N. Switch     | ...      |
| Metacritic (media al 28·3·24) | PC            | 82/100   |
| OpenCritic (media al 28·3·24) | collettivo    | 84/100   |
| Attack of the Fanboy          | PC            | [ 26 ]   |
| Console-Tribe (IT)            | PlayStation 5 | 85/100   |
| Everyeye (IT)                 | PlayStation 5 | 8/10     |
| GameSoul (IT)                 | Xbox Series   | 8.5/10   |
| IGN                           | PlayStation 5 | 8.5/10   |
| IGN                           | N. Switch     | 3/10     |
| MondoXbox (IT)                | Xbox Series   | 8.5/10   |
| Multiplayer (IT)              | PC            | 8/10     |
| Spaziogames (IT)              | PlayStation 5 | 8.5/10   |
| The Games Machine (IT)        | PC            | 9/10     |
| TouchArcade                   | Steam Deck    | 3.5/5    |

Il gioco su PC e console ammiraglie ha ricevuto dalla Stampa del settore un'accoglienza generalmente favorevole/positiva, vedi aggregatori.
La versione/porting per Nintendo Switch è stata fortemente criticata dagli utenti e dalla Stampa per la mancanza delle espressioni facciali, bug, lunghe attese di caricamento ecc, come riscontrato/recensito da varie testate:
- Voto recensione 3/10 IGN
- <<Da evitare assolutamente la versione Switch>> Everyeye.it
- <<Il nuovo Mortal Kombat è un pasticcio da $ 70 su Switch>> Kotaku[37]
- <<... sono necessarie le patch il prima possibile, prima di poter consigliare a chiunque di buttare i propri soldi sulla versione Switch>> Voto recensione 4/10 Nintendo Life[38]
- <<Versione Switch ... chiamata "rapina" dai fan che segnalano problemi grafici>> Eurogamer.net[39]

tanto da richiamare Ed Boon per un comunicato alla BBC News dove promette futuri interventi. Un primo intervento/patch fu pubblicato l'11 ottobre 2023, ma non sembra aver stravolto l'opinione pubblica.

### Vendite
L'8 novembre 2023, un report finanziario di Warner Bros. dichiara che il videogioco ha venduto 3 milioni di copie.
A gennaio 2025, ed Boon comunica tramite i social che il videogioco ha venduto oltre i 5 milioni di copie.

### Riconoscimenti
- Premiato Best Microsoft Xbox Game, Gamescom 2023.[44]

- Premiato Best Multiplayer Game, e candidato per la categoria Best Game Trailer ai Golden Joystick Awards 2023.[45][46]

- Candidato come Best Fighting; Innovation in Accessibility ai The Game Award 2023.[47]

- Candidato come Outstanding Achievement in Animation; Fighting Game of the Year ai DICE Awards 2024.[48]
- Candidato come Fighting Game of the Year ai DICE Awards 2025.[49]

## Opere correlate
- Mortal Kombat (serie)
- Conan il barbaro (film)
- Invincible (fumetto)
- Peacemaker (DC Comics)
- Scream (serie)
- Terminator 2 - Il Giorno del Giudizio (film)
- The Boys (serie tv)